# Francis X. Diebold
Francis Xavier Diebold (* 12. November 1959) ist ein US-amerikanischer Wirtschaftswissenschaftler und Hochschullehrer.

## Werdegang, Forschung und Lehre
Diebold studierte an der University of Pennsylvania. Dort graduierte er 1981 mit einem Bachelor of Science in Wirtschaftswissenschaft an der Wharton School, 1986 schloss er sein Ph.D-Studium an der School of Arts and Sciences mit einer Arbeit unter dem Titel The Time-Series Structure of Exchange Rate Fluctuations unter Betreuung von Marc Nerlove erfolgreich ab. 
Diebold blieb anschließend dem akademischen Personal der University of Pennsylvania erhalten, zunächst bis 1992 als Assistant Professor und anschließend bis zu seiner Berufung zum ordentlichen Professor für Statistik an der Wharton School 1996 als Associate Professor. Seit 2000 ist zudem Professor für Finanzwissenschaft an der Wharton School sowie seit 2008 Professor für Wirtschaftswissenschaft an der School of Arts and Sciences. Zwischen 2007 und 2013 leitete er als Ko-Direktor das Wharton Financial Institutions Center. Parallel visitierte er an verschiedenen Universitäten in den Vereinigten Staaten sowie an der London School of Economics.
Diebolds Arbeitsschwerpunkte liegt in der ökonometrischen Anwendung von Vorhersagemodellen, insbesondere konzentriert er sich auf Predictive analytics zur Modellierung von Finanz- und Kapitalmärkten, makroökonomischer Zusammenhänge sowie den ökonomischen Auswirkungen des Klimawandels. Dabei hat er bedeutende Beiträge zur Messung und Modellierung der Volatilität von Vermögensrenditen, Konjunkturzyklen und Renditekurven geleistet. Dabei geht auf eine Zusammenarbeit mit Robert Mariano der sogenannte Diebold-Mariano-Test zur Beurteilung der Genauigkeit von Punktschätzern zurück, zusammen mit Marc Nerlove erarbeitete er eine Version des ARCH-Modells mit latenten Faktoren zur Modellierung von Volatilitäten. Zudem entwickelte er eine dynamische Erweiterung des auf Charles Nelson und Andrew Siegel zurückgehenden Nelson-Siegel-Modells zur Ermittlung von Zinsstrukturkurven, die er sukzessive weiterentwickelte.
Diebold ist Fellow verschiedener Einrichtungen, etwa seit 1998 der Econometric Society, seit 2003 des Frankfurter Center for Financial Studies und seit 2004 der American Statistical Association. 2012 gehörte er neben unter anderem Tim Bollerslev, Éric Renault, Neil Shephard, Wolfgang Härdle und Robert F. Engle zu den ersten Fellows der 2007 gegründeten Society for Financial Econometrics, deren Präsident er zwischen 2011 und 2013 war. Er ist zudem seit 1999 Research Associate am National Bureau of Economic Research. 
Für seine Arbeiten wurde Diebold mehrfach ausgezeichnet. Unter anderem erhielt er 2004 den Humboldt-Forschungspreis sowie 2020 zusammen mit Mert Demirer, Laura Liu und Kamil Yilmaz den Richard-Stone-Preis.